# Sidonie Fiadanantsoa
Sidonie Fiadanantsoa, née le 30 avril 1999, est une athlète malgache spécialiste des haies. Elle est médaillée d'or aux Jeux de la Francophonie de 2023.

## Carrière
Elle est pensionnaire du centre d'entrainement de Dakar.
Lors des Jeux de la Francophonie de 2023, Sidonie Fiadanantsoa remporte la médaille d'or du 100 m haies en 13 s 01 devant la Roumaine Anamaria Nesteriuc (13 s 20) et la Suissesse Larissa Berteyni (13 s 58).
Fin août, elle prend part aux Championnats du monde pour tenter d'obtenir les minimas pour les Jeux olympiques d'été de 2024. Elle est la seule athlète de son île à participer aux Mondiaux.
Elle est médaillée de bronze du 100 mètres haies aux Championnats d'Afrique d'athlétisme 2024 à Douala.

## Palmarès
| Date | Compétition                     | Lieu         | Place | Course      |
| ---- | ------------------------------- | ------------ | ----- | ----------- |
| 2019 | Jeux des îles de l'océan Indien | Port-Louis   | 1re   | 100 m haies |
| 2019 | Jeux des îles de l'océan Indien | Port-Louis   | 1re   | 4 x 400 m   |
| 2019 | Jeux africains                  | Rabat        | 5e    | 4 x 100 m   |
| 2022 | Championnats d'Afrique          | Saint-Pierre | 6e    | 100 m haies |
| 2022 | Championnats d'Afrique          | Saint-Pierre | 6e    | 4 x 100 m   |
| 2023 | Jeux de la Francophonie         | Kinshasa     | 1re   | 100 m haies |
| 2023 | Jeux des îles de l'océan Indien | Antananarivo | 1re   | 100 m haies |
| 2023 | Jeux des îles de l'océan Indien | Antananarivo | 1re   | 4 x 100 m   |
| 2023 | Jeux des îles de l'océan Indien | Antananarivo | 1re   | 4 x 400 m   |
| 2024 | Jeux africains                  | Accra        | 2e    | 100 m haies |
| 2024 | Championnats d'Afrique          | Douala       | 3e    | 100 m haies |

## Records personnels
| Course      | Temps   | Lieu              | Date            |
| ----------- | ------- | ----------------- | --------------- |
| 60 m haies  | 8 s 07  | Mondeville        | 7 février 2024  |
| 100 m haies | 12 s 85 | La Chaux-de-Fonds | 14 juillet 2024 |